# Division d’Honneur 2009
Die Division d’Honneur 2009 war 59. Spielzeit der neukaledonischen Division d’Honneur. Nach Abschluss der Division d’Honneur 2008/09 erfolgte die Umstellung des Spielbetriebes auf das Kalenderjahr, vorher verlief die Saison wie in Europa üblich von September bzw. Oktober bis Februar bzw. März. Durch diese Umstellung war die Saison 2009 eine Übergangsrunde. Der Sieger der Region Grande Terre wurde zum Meister erklärt, eine Playoff-Runde wie in den sonstigen Spielzeiten gab es nicht. Gespielt wurde wie bisher im 4-2-1 Punktesystem.
Der AS Magenta setzte sich mit drei Punkten Vorsprung durch und wurde zum sechsten Mal neukaledonischer Fußballmeister. Mit diesem Titelgewinn qualifizierte sich der Verein für die OFC Champions League 2009/10. Abgestiegen sind AS Thio Sport und RC Poindimié, die Aufsteiger aus der Promotion d’Honneur waren JS Baco und AS Kunié. In der Region Lifou setzte sich der AS Kirikitr durch, da durch die verkürzte Saison keine Playoffs stattfanden, konnte der Verein in diesem Jahr nicht um die Fußballmeisterschaft mitkämpfen. Zur kommenden Spielzeit erfolgte wieder die Austragung einer Playoff-Runde zur Ermittlung des neukaledonischen Fußballmeisters.

## Abschlusstabelle Grande Terre
| Pl. | Verein           | Sp. | S | U | N  | Tore    | Diff. | Punkte |
| --- | ---------------- | --- | - | - | -- | ------- | ----- | ------ |
| 1.  | AS Magenta (M)   | 14  | 9 | 2 | 3  | 044:190 | +25   | 43     |
| 2.  | Hienghène Sport  | 14  | 8 | 2 | 4  | 041:260 | +15   | 40     |
| 3.  | AS Mont-Dore (P) | 14  | 5 | 7 | 2  | 029:240 | +5    | 36     |
| 4.  | AS Lössi         | 14  | 6 | 2 | 6  | 035:320 | +3    | 34     |
| 5.  | Gaïtcha FCN (N)  | 14  | 5 | 4 | 5  | 023:300 | −7    | 33     |
| 6.  | Mouli Sport      | 14  | 5 | 2 | 7  | 034:240 | +10   | 31     |
| 7.  | AS Thio Sport    | 14  | 5 | 2 | 7  | 026:320 | −6    | 31     |
| 8.  | RC Poindimié (N) | 14  | 2 | 1 | 11 | 019:640 | −45   | 21     |

| (M) | Titelverteidiger    |
| (P) | Pokalsieger 2008/09 |
| (N) | Aufsteiger          |

## Torschützenliste
| Pl. | Spieler          | Mannschaft      | Tore |
| --- | ---------------- | --------------- | ---- |
| 1.  | Jean Wahnyamalla | AS Lössi        | 14   |
| 2.  | Michel Hmaé      | AS Mont-Dore    | 12   |
| 2.  | Pierre Wajoka    | AS Magenta      | 12   |
| 4.  | Arsène Boawé     | AS Thio Sport   | 11   |
| 4.  | Bertrand Kaï     | Hienghène Sport | 11   |

## Spielstätten
| Verein        | Stadion         | Kapazität |                 | Verein             | Stadion | Kapazität |
| AS Lössi      | Stade Numa-Daly | 16.000    | FC Gaïtcha      | Stade Numa-Daly    | 16.000  |           |
| AS Magenta    | Stade Numa-Daly | 16.000    | Hienghène Sport | Stade de Hienghène | ??.???  |           |
| AS Mont-Dore  | Stade Numa-Daly | 16.000    | Mouli Sport     | Stade Numa-Daly    | 16.000  |           |
| AS Thio Sport | Stade de Thio   | ??.???    | RC Poindimié    | Stade de Poindimié | ??.???  |           |